# Villa Santina
Villa Santina (Vile di Cjargne in friulano standard, Vile nella variante locale) è un comune italiano di 2 130 abitanti del Friuli-Venezia Giulia.

## Geografia fisica
È uno dei 28 comuni della Carnia, situato in un ampio pianoro che arriva sino a Tolmezzo. L'unica frazione del comune è Invillino (Divilìn), uno dei borghi più antichi della Carnia. Il paese, completamente ripresosi dai terremoti del 1976, è oggi un attivo centro agricolo e industriale, caratterizzato da inverni rigidi e calde estati.

## Storia
Nel territorio del comune, in località Col di Zuca e nei pressi della pieve di S. Maria Maddalena (Col Santino), sono stati rinvenuti resti di origine preistorica e paleocristiana. Questi scavi sono però da tempo abbandonati per problemi economici.
Villa Santina ha cambiato nome nel 1867, il nome precedente era Villa di Invillino, essendo allora frazione del vecchio comune di Invillino; il nome attuale deriva dal Col Santino (402 m) alle cui pendici sorge l'abitato.
Nel 1976 il comune fu devastato dal terremoto del Friuli, che provocò enormi crolli e danni e molte vittime.

### Simboli
Lo stemma e il gonfalone sono stati concessi con regio decreto del 27 marzo 1927.
Il gonfalone è un drappo interzato in palo di azzurro, di bianco e di verde.

## Monumenti e luoghi d'interesse
Nelle immediate vicinanze, più precisamente sul Col Santina, si può ammirare la pieve di Santa Maria Maddalena, con all'interno un bell'altare marmoreo del Settecento e la chiesetta di Madonna del Ponte, situata vicino al Tagliamento e al Col di Zuca.
Sulle pareti rocciose dell'abitato, solo in occasione di abbondanti precipitazioni, sorge la cascata Radime, detta Farine dal Diaul ("Farina del diavolo", secondo una leggenda del posto); la sua altezza è di ben 230 m.
Altro punto di riferimento cittadino e culturale è la vecchia stazione ferroviaria, dove vennero girate alcune scene del film Penne nere con Marcello Mastroianni (1952). Vicino si trova il Monumento ai caduti per ricordare le vittime della guerra.
Al centro di Villa Santina sorge la chiesa parrocchiale di San Lorenzo Martire, realizzata nel 1763 e restaurata nel 1955.

## Società

### Evoluzione demografica
Abitanti censiti

### Lingue e dialetti
A Villa Santina, accanto alla lingua italiana, la popolazione utilizza la lingua friulana. Ai sensi della Deliberazione n. 2680 del 3 agosto 2001 della Giunta della Regione autonoma Friuli-Venezia Giulia, il Comune è inserito nell'ambito territoriale di tutela della lingua friulana ai fini della applicazione della legge 482/99, della legge regionale 15/96 e della legge regionale 29/2007.
La lingua friulana che si parla a Villa Santina rientra fra le varianti appartenenti al friulano carnico.

## Economia

### Artigianato, commercio
Per quanto riguarda l'artigianato, Villa Santina è rinomata per la produzione di tessuti caratteristici in lino decorati con motivi floreali, oltreché di tappeti ed arazzi. Villa è famosa per il frico.

## Amministrazione e sport
| Periodo | Periodo   | Primo cittadino   | Carica  | Note |
| ------- | --------- | ----------------- | ------- | ---- |
| 1995    | 1999      | Guerrino Micoli   | Sindaco |      |
| 1999    | 2004      | Alessandro Cosano | Sindaco |      |
| 2004    | 2014      | Paolo Lussa       | Sindaco |      |
| 2014    | In carica | Franco Menegon    | Sindaco |      |

Il comune fa parte dell'associazione dei comuni del Parco intercomunale delle Colline Carniche costituita nel 2007 insieme ai comuni di Enemonzo, Lauco e Raveo. Villa ha una squadra che gioca nel campionato carnico.

## Galleria d'immagini

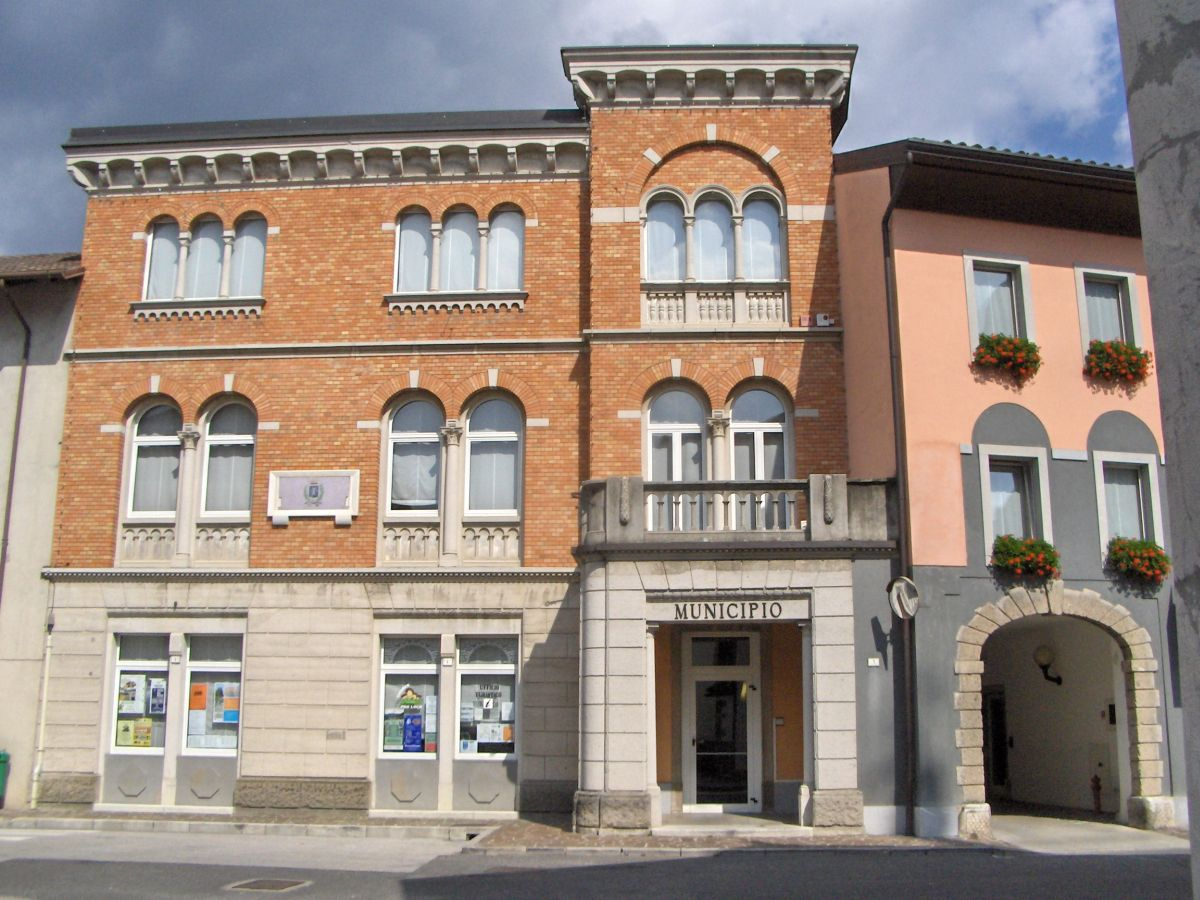
Municipio
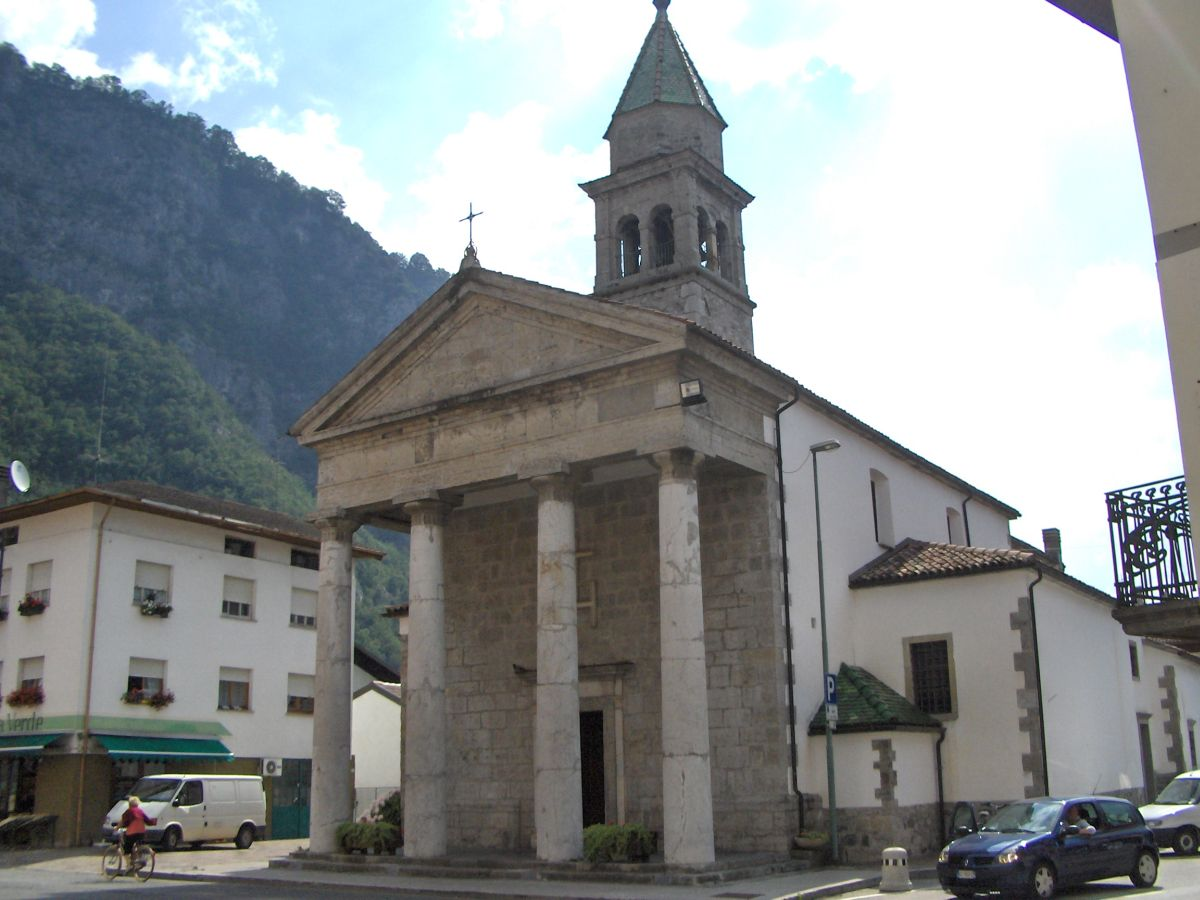
Chiesa di San Lorenzo
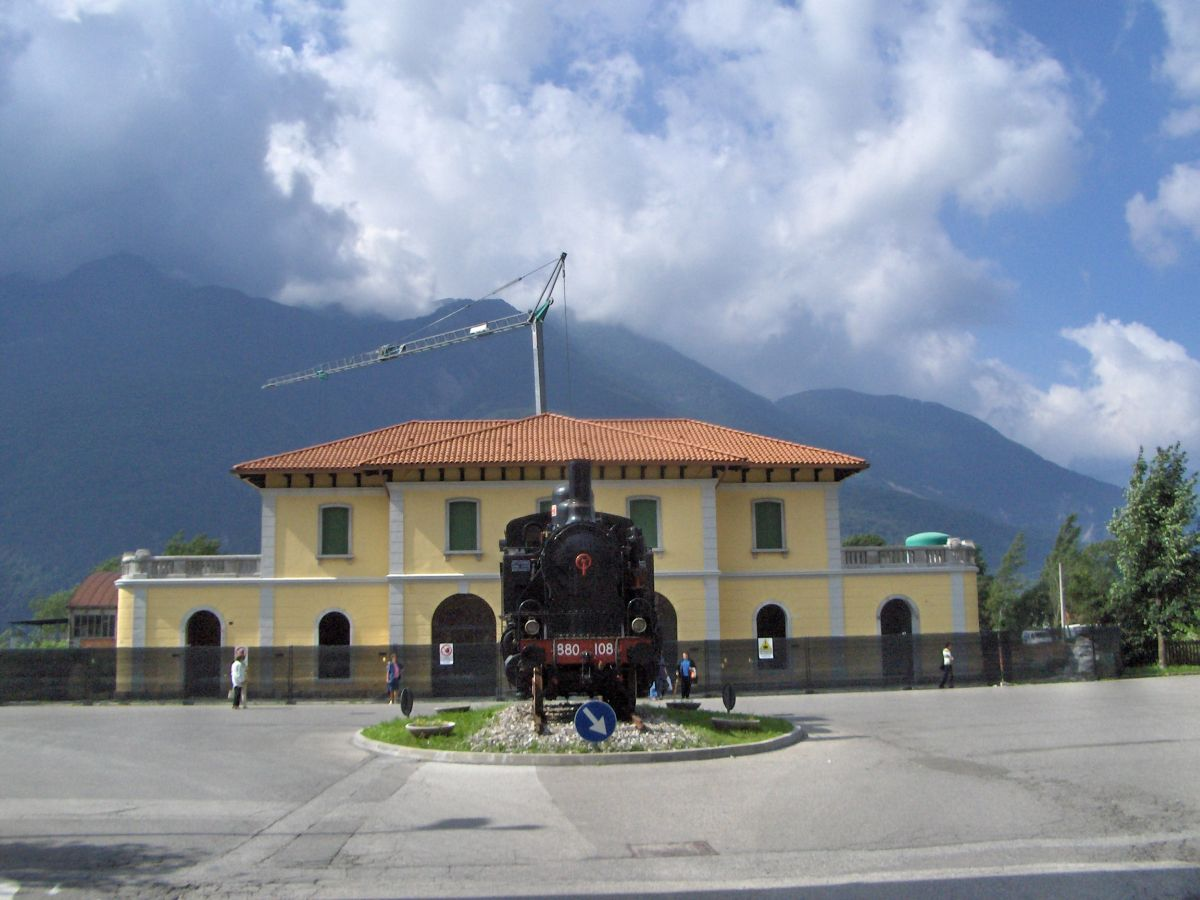
ex stazione ferroviaria e Piazza Garibaldi
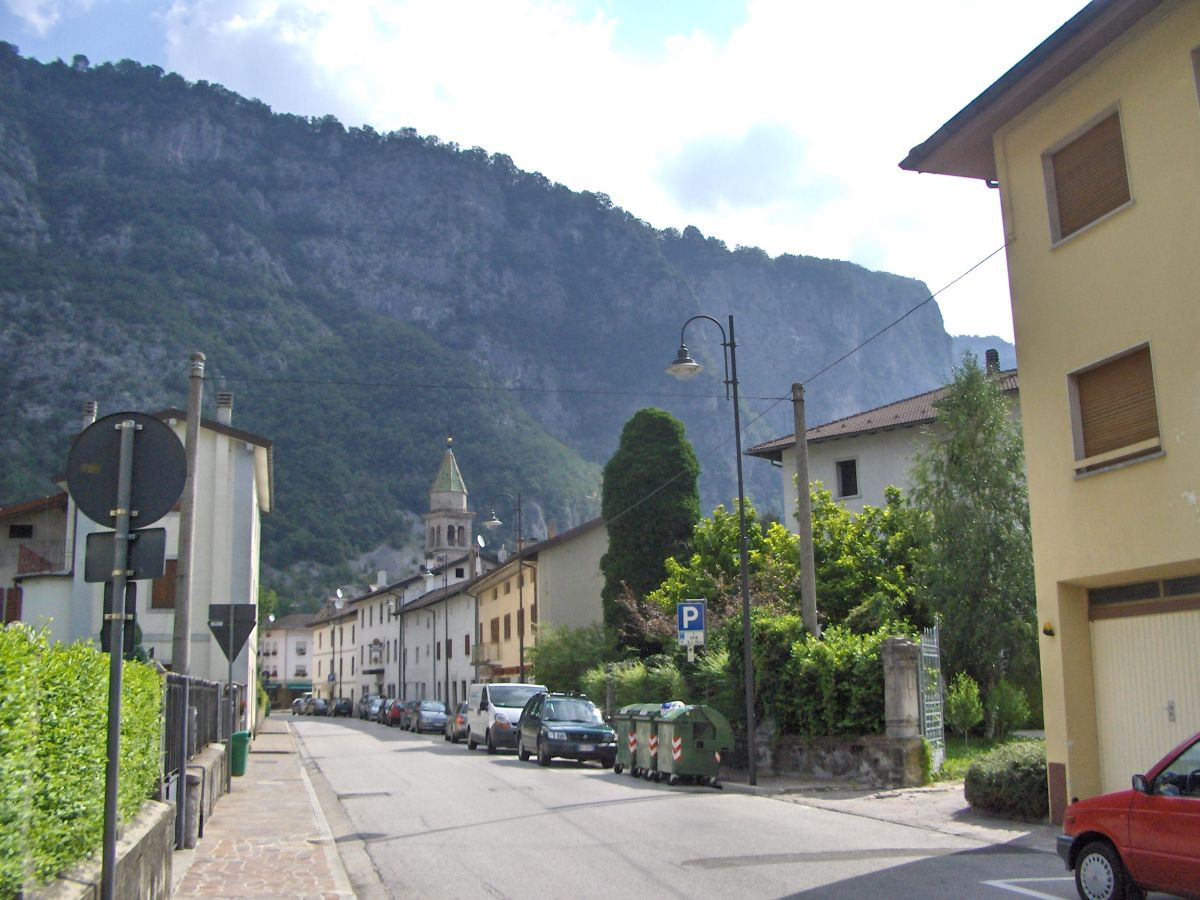
Scorcio di via Libertà
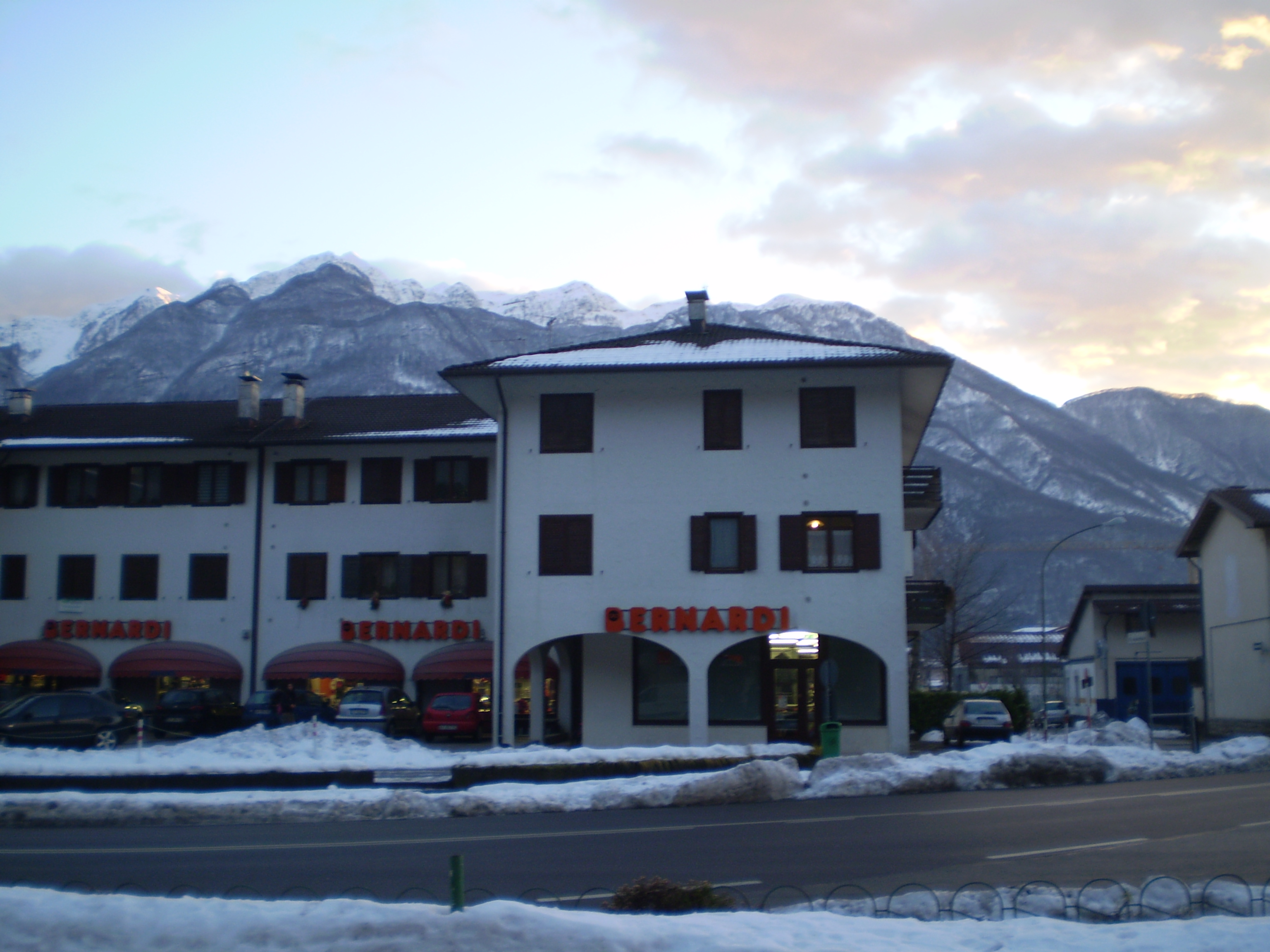
Scorcio invernale di Villa Santina e le sue montagne